# David Waddington
David Charles Waddington, Baron Waddington van Read (Burnley, Engeland, 2 augustus 1929 – Read, Engeland, 23 februari 2017) was een Brits politicus van de Conservative Party.
- Gemeinsame Normdatei: 1028356439
- International Standard Name Identifier: 0000 0003 8990 6919
- Library of Congress Control Number: no2013008663
- SNAC: w6gj9kj9
- Virtual International Authority File: 283407204
- WorldCat: E39PBJgH8YJ9ypDTXvXcxgHgrq